# Hometown Cha-Cha-Cha
Hometown Cha-Cha-Cha (갯마을 차차차?, Gaesmaeul ChachachaLR; lett. "Villaggio sul mare Cha Cha Cha") è un drama coreano trasmesso su tvN dal 28 agosto al 17 ottobre 2021. In lingua italiana è stato reso disponibile doppiato e sottotitolato su Netflix.

## Trama
Yoon Hye-jin è un'intelligente e graziosa dentista che vive in una grande città, perde il lavoro dopo aver giustamente accusato il capo medico corrotto di affarismo. Hye-jin intraprende un viaggio nell'idilliaca cittadina balneare di Gongjin, dove incontra il tuttofare Hong Du-sik. Du-sik è tenuto in grande considerazione nel villaggio perché si prende cura degli anziani e non rifugge da nessun lavoretto. Per caso, le strade dei due personaggi si incrociano più volte e si prendono in simpatia, mentre Du-sik aiuta costantemente Hye-jin a tirarsi fuori dai guai.